# 三宅克己
三宅 克己（みやけ こっき、1874年〈明治7年〉1月8日 - 1954年〈昭和29年〉6月30日）は、明治から昭和初期に活動していた日本の洋画家。

## 経歴
現在の徳島県徳島市に生まれる。6歳のころ、東京に転居。曾山幸彦、原田直次郎に洋画を学ぶ。1891年に来日したイギリス人水彩画家ジョン･ヴァーレー・ジュニア（ジョン・ヴァーレーの孫）の作品に接し、水彩画を志す。1897年に渡米し、イェール大学付属美術学校で学ぶ。1898年にイギリスに渡り、1899年帰国。同年の第4回白馬会展に出品し、白馬会会員となる。1912年に中沢弘光、山本森之助、杉浦非水、小林鐘吉、跡見泰、岡野栄と共に光風会を設立。昭和初期には写真に関する著述多数。1951年に日本藝術院恩賜賞受賞。
島崎藤村とは明治学院の二年後輩で、藤村が英語・国語教師をしていた小諸義塾で藤村の赴任と相前後して美術講師と赴任している。

## 著作
- 『水彩画の手引』
- 『思い出づるまま　三宅克己自伝』
- 『欧州絵行脚』
- 『欧州写真の旅』
- 『趣味の写真術』